# 美国绿党
美國绿党（缩写为GPUS）是一个在1991年由美国众多州的绿党自愿结合形成的全国性政党。截至2023年，绿党是美國第四大政黨，僅次於自由意志黨。
伴随着美国绿党的建立，原先注重于非选举运动的USA绿党（Greens/Green Party USA）的影响力受到削弱，而美国绿党也逐渐成为全美最主要的国家级绿色组织。作为这类组织的先驱，国家绿党协会（Association of State Green Parties，ASGP）早在1996年和2000年美国总统选举中就获得了大众的关注。该党目前主要透过一些地区举选中取得公职，而职级最高的人是前缅因州众议院代表John Eder，但他在2006年11月争取连任时落败。绿党目前在美国参众两院中都没有代表，同时也没有获得任何州级的选举席位。

## 主张
绿党强调环境主义，无分级民主，社会公正，尊重多元，推崇和平与非暴力。他们作为非独裁指导原则的“十大主张”如下所述：
1. 草根民主
2. 社会公正与机会平等
3. 生态哲学
4. 非暴力
5. 非集权化
6. 社区经济
7. 女权主义及性别平等
8. 尊重多元
9. 个人以及世界责任
10. 预见性与可持续性

绿党不接收来自企业、政治活动委员会、527组织的捐款，也不接受纸币。这个政党同时也在政治纲领以及宣传口号中极力反对任何企业大范围影响或控制政府、媒体或者社会。

## 历史
1984年，分散形式的通讯委员会成立并展开相关政治运动。1990年，更名为绿色通讯委员会（GCoC），形成了更为集中的结构，并且拥有了全国范围的信息中心，成立了理事会，提出了章程并形成了政治纲领。这个组织尝试非选举草根管理，举办教育活动并参与竞选活动。
而后绿党内部对于出现了一次观念上的分歧，其中一部分人认为政治竞选本身就是肮脏的，并且赞同“反政党政党”主张，然而另一部分人则认为竞选对推动社会变化的作用重要。这一关于绿党发展方向的分歧导致了1991年绿党全国代表大会上的“妥协协议”，这份协议规定，两种主张都应该融入527政治组织下的同一组织中，527政治组织又被重命名为绿党（Greens/Green Party USA, G/GPUSA）。
但是最终这份“妥协协议”失败了，争议双方在20世纪90年代变成了两个同时存在的绿党，也就是相互独立的美国绿党（Green Party of the United States）和绿党（Greens/Green Party USA, G/GPUSA），后者在2019年解散。

## 构成

### 委员会
党有2个被联邦选举委员会认可的全国委员会
- 绿党全国委员会
- 指导委员会

### 绿党全国委员会
绿党全国委员会是美国绿党委员会的中央管理机构。绿党全国委员会是由有关州的政党组织和利益团体构成的。绿党全国委员会监督全国政党的机能，并且他们选出监督日常业务的指导委员会。

### 指导委员会
指导委员会是由秘书，会计，和7个联合主席构成的。

### 常务委员会
美国绿党有几个常务委员会
- 认证
- 年度国家会议
- 候选资格
- 章程、规则、政策和程序
- 通信
- 协调运动
- 纠纷解决
- 多样性
- 绿色活动
- 金融
- 筹款
- 绿色新闻 (报纸编辑部)
- 国际
- 媒体——担任：
- 售货
- 外联
- 和平行动
- 平台
- 总统竞选支持委员会
- 转向

### 利益集团
4个利益集团代表国家绿色委员会
- Black Caucus[8]
- Lavender Greens[9]
- Women's Caucus[10]
- Youth Caucus[11]

以下3个集团取得国家绿色委员会而活动
- Disability Caucus[12]
- Latino Caucus[13]
- Labor Caucus[14]

Blue Greens和Native American caucus也存在，但是他们尚未组织委员会。

## 地理分布
正如绿党候选人选举出来所反映出的那些区域，绿党在太平洋海岸、五大湖地区以及东北地区有最坚定及最受欢迎的拥戴。截止至2007年6月, 在全国226个在职绿党官员中,加利福尼亚州的人就有55个。其他绿党官员占较大比重的州还包括宾夕法尼亚州、威斯康星州、马萨诸塞州和缅因州。以人均计的话，缅因州是全国绿党官员比例最高的州。并且截止至2006年11月，缅因州以超过29,273绿党党员在全体选民中占2.95%，其绿党党员在全国注册比例是最高的。威斯康星州的麦迪逊市是紧随缅因州的波特兰市绿党官员比例最大的城市。
2005年，在允许党派注册的州里，绿党党员已有305,000人。并且有成千上万的成员分布在国家的其他州。绿党（和其他三个党）面临的一个挑战是克服许多州都有的选票访问的法律。

## 公职人员

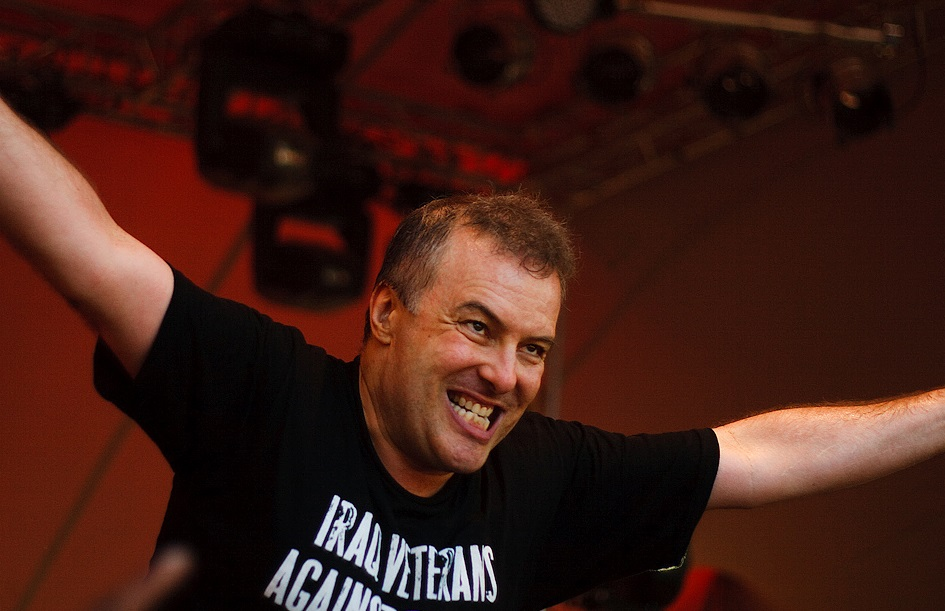
音乐家耶罗·拜耳弗拉参加过几次绿党内职位的竞选，包括2000年党内主席的选举。

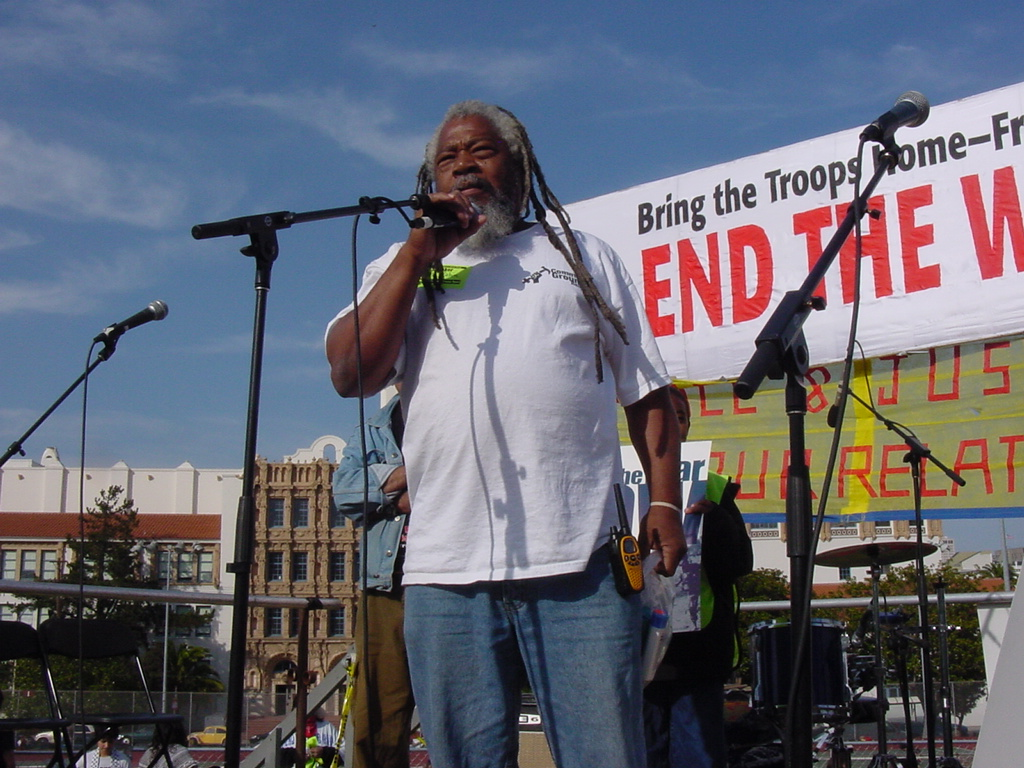
马里克·拉希姆，从前是黑豹党激進成員，在2008年加入了绿党并参加美国国会的竞选。

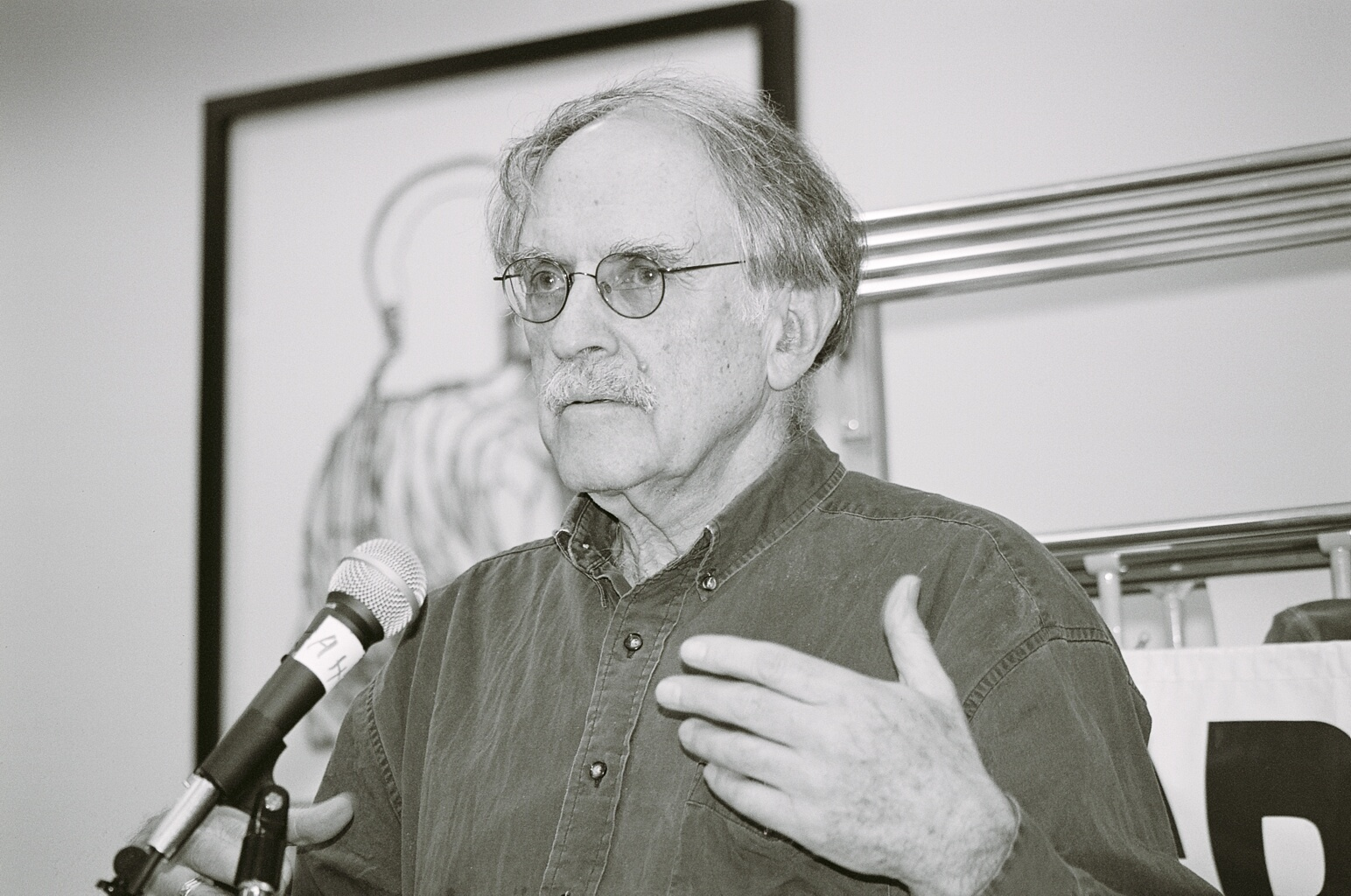
精神病学家约珥·科韦力，在2000年参加绿党主席提名的选举。

截止至2012年10月18日，共有134名选举出来的绿党官员横贯美国。这些选举出来的绿党官员职位差别很大，从市长到城市议员，从学校委员会到卫生区。有23个州在市政级别都有绿党官员的选举，代表国家的每个区域除去中部的东南部地区。加利福尼亚州和纽约州都有绿党人擔任市长的职位，并且在城市里、街区里以及西部、南部、中西部、东北部的市议会中拥有职位。有绿党人在位的主要城市遍及全国，包括洛杉矶、明尼阿波里斯、密尔沃基、克利夫兰、俄克拉荷马城和华盛顿特区。
绿党在当地官员的选举中已经赢得了选定局。美国对外办事处中的大多数当选者被认为已经赢得了无党派的选举。在美国选举出来的最高绿党人有：约翰·埃德尔，直到2000年落选，他一直是缅因州众议院的一员；奥迪·伯克，1999年参加选举进入加利福尼亚州州议会，但在7个月后他改变了其党派成为一名自由党人，2000年参加自由党人选举；理查德·卡罗，2008年参加选举进入阿肯色州众议院，但在选举后的五个月改变了其党派加入了民主党；弗莱德里克·史密斯，2012年参加选举中进入阿肯色州众议院。
截止至2012年，进入阿肯色州众议院的弗莱德里克·史密斯和市长盖尔·麦克来弗林是美国绿党官员中最显要的人物。麦克来弗林已经在加利福尼亚州的里士满担任第二个任期了。她在2006年选举中击败两名民主党人成为了市长，在2010年换届选举亦然。里士满市有超过100,000的人口，是美国绿党人担任市长中人口最多的城市。2010年，曾作为一名绿党成员的本·吉普曼作为自由党人参加缅因州的立法机关的选举，并且在2012年换届选举的时候又成功当选。
加利福尼亚州的费尔法克斯、阿克塔、塞巴斯托波和纽约州的纽伯兹是美国仅有几个城镇中绿党佔城镇议会多数议席的城镇。在加利福尼亚州内华达县中的双脊小学，绿党在学校委员会中佔多数议席在美国是首次。

## 外部連結
- 美國綠黨網頁 （页面存档备份，存于）